# Linden (Gemeinde St. Veit in Defereggen)
Linden ist ein Dorf der Fraktion Görtschach in der Gemeinde St. Veit in Defereggen im Defereggental (Osttirol).

## Geographie
Linden liegt in rund 1450 Metern Höhe an den Südabhängen des St. Veiter Hausberges Speikboden rund 200 Meter über dem Talboden der Schwarzach. Das Dorf befindet sich im äußersten Osten der Fraktion und wird vom rechten Quellbach des Gsaritzerbachs durchflossen. Im Westen grenzt Linden an das Dorf St. Veit, den Hauptort der Gemeinde. Der Übergang zwischen Linden und St. Veit ist fließend, da die Häuser der beiden Orte eng aneinander grenzen. Östlich von Linden liegt getrennt durch den linken Quellbach des Gsaritzenbachs der Weiler Ratschitsch, im Norden die Streusiedlungen Gsaritzen und Oberholz. Im südlich gelegenen Talboden findet sich die Streusiedlung Unteregg-Kurztal.
Erreichbar ist Linden über die Sankt Veiter Straße (L358), die von der Defereggentalstraße abzweigt und über Görtschach zum Dorf St. Veit führt. Der Weiler umfasst im unteren, südlichen Teil die Hofstellen Christler (Görtschach 6), Schneiders (Görtschach 7), Meinzgner (Görtschach 8), Trulacher (Görtschach 9), Häusler (Görtschach 10), Baur (Görtschach 11), Schuster (Görtschach 12) und Rutsch (Görtschach 14). Im Norden an der Sankt Veiter Straße befindet sich zudem die Hofstelle Ort (Görtschach 16). Zwischen den südlichen Höfen und dem Bauernhof Ort wurden zudem drei Wohngebäude errichtet.

## Geschichte
In Linden lagen Ende des Mittelalters drei Schwaigen (Urhöfe), die alle der Grundherrschaft des Schloss Bruck in Lienz unterstanden. Es waren dies die Ortnerschwaige, die Schwaige Rutsch und die Niederlintnerschwaige mit der Scheiblraut (Raute=Neurodung).
Linden wurde lange Zeit bei Volkszählungen nicht extra ausgewiesen, sondern bei Görtschach eingerechnet. Erst 1923 wird Linden als Dorf mit elf Häusern und 34 Einwohnern separat verzeichnet. Im Jahr 1951 waren es 32 Personen in acht Häusern, 1961 40 Menschen in neun Häusern. 1981 waren es 38 Menschen in zehn Häusern, wobei Linden hier erstmals wieder als Dorf und nicht mehr wie sonst seit 1951 als Weiler eingestuft wurde. Seit 1991 wird die Bevölkerung von Linden nicht mehr gesondert ausgewiesen.

## Bauwerke und sakrale Kunst
Linden beherbergte den Bauernhof Häusler, dessen Kern vermutlich aus dem 18. Jahrhundert stammte. Beim Häusler handelte es sich um einen dreigeschoßigen, längsgeteilten Einhof mit Seitenflurgrundriss und Pfettendach, wobei der östlich gelegene Wohnteil als Kantblockbau und der westliche Wirtschaftsteil als Ständerbohlenbau ausgeführt wurde. Der Bauernhof Häusler ist bei einem Feuer aus noch ungeklärter Ursache am 27. Jänner 2023 komplett abgebrannt. Gegenüber des ehemaligen Hofes befindet sich das Wegkreuz Trulacher in geschlossenem Bretterkasten mit vollplastischen Corpus im Dreinageltypus aus dem Ende des 19. Jahrhunderts. Neben der Hofstelle Ort steht ein weiteres Wegkreuz hinter einem betonierten Brunnen, dass aus der zweiten Hälfte des 19. Jahrhunderts stammt. Der Corpus im Dreinageltypus ist von einem geschlossenen Bretterkasten umgeben und wird von Gottvater und der Heilig-Geist-Taube bekrönt. Darunter befindet sich eine Madonnenfigur. Ein ähnliches Wegkreuz aus der ersten Hälfte des 19. Jahrhunderts findet sich zudem am östlichen Ortseingang.